# Badwell Ash
Badwell Ash – wieś w Anglii, w hrabstwie Suffolk, w dystrykcie Mid Suffolk. Leży 30 km na północny zachód od miasta Ipswich i 112 km na północny wschód od Londynu.